# ایان کوپر (بازیکن فوتبال اهل انگلستان)
ایان کوپر (انگلیسی: Ian Cooper؛ زادهٔ ۲۱ سپتامبر ۱۹۴۶) بازیکن فوتبال اهل بریتانیا است.
از باشگاه‌هایی که در آن بازی کرده‌است می‌توان به باشگاه فوتبال گایزلی و باشگاه فوتبال برادفورد سیتی اشاره کرد.